# Dandamis
Dandamis (altgriechisch Δάνδαμις; wohl fälschlich auch Mandanis; latinisiert später auch Dindimus) war ein indischer Philosoph und Asket des 4. Jahrhunderts v. Chr.
Dandamis war der Anführer (laut Arrian der Älteste) einer Gruppe von Asketen, seiner Schüler, denen Alexander der Große auf seinem Feldzug Anfang 326 v. Chr. bei Taxila begegnete. Von den Makedonen wurden sie Gymnosophisten genannt, „nackte Weise“, weil sie sich vollkommen nackt in der heißen Sonne aufhielten. Über die Begegnung und die Lehren des Dandamis, die dieser den Makedonen mitteilte, gibt es in den historischen Quellen verschiedene Versionen. Inwieweit es sich tatsächlich um glaubwürdige Lehren und Ideen des Dandamis handelt, ist umstritten (vgl. zu beidem den Artikel Gymnosophist).
Der Name lässt sich als griechische Version von „Dandi-Swami“ deuten, was bedeuten würde, dass Dandamis innerhalb der indischen Gesellschaft als Swami angesehen wurde, als hinduistischer Weiser, dem mit Respekt begegnet wurde.
Andere Erklärungen des Namens "Dandamis" geben u. a. der Altphilologe und Indologe Franz Ferdinand Schwarz, nach dem "Dandamis ... die gräzisierte Form einer indischen Berufsbezeichnung bzw. eines religiösen Standes" ist", der Indologe Klaus Karttunen, der "Dandamis" für einen individuellen Namen hält, und Anton Hauber, der "Dandamis" mit Tumtum al-Hindi, einem Sachkundigen in Astrologie, Geo- und Chiromantik sowie Kultvorschriften, parallelisiert.

## Rezeption
Die Begegnung Alexanders mit den Gymnosophisten wurde sowohl von Alexanderhistorikern als auch im Alexanderroman aufgegriffen und entfaltete so eine wiederkehrende Wirkung in der globalen Kulturgeschichte. Dandamis selbst wurde unter dem latinisierten Namen Dindimus als „Brahmanenkönig“ zu einem wichtigen Protagonisten der Tradition des Alexanderromans, die weltweit ausstrahlte. So taucht er in vielen spätantiken und mittelalterlichen Dialogen und Briefwechseln mit Alexander auf. Noch im 18. Jahrhundert tauchte eine tibetische Version eines angeblichen Werkes des Dandamis/Dindimus auf, die von Robert Dodsley 1750 auf Englisch unter dem Titel The Oeconomy of Human Life publiziert wurde.